# Venezuela nos Jogos Pan-Americanos
A Venezuela competiu em todas as 17 edições dos jogos pan-americanos realizados até então. É representada pelo Comité Olímpico Venezolano. O país compete com o código de país do COI: 'VEN'.
É o oitavo país com mais medalhas conquistadas nos Jogos Pan-Americanos, evento no qual sediou em 1983, ano em que conquistou sua melhor classificação no quadro de medalhas, ao terminar o evento em quinto lugar. 
A Venezuela não mandou representantes para os Jogos Pan-americanos de Inverno em Las Leñas, 1990.

## Quadro de Medalhas
| Ano   | Sede             | Gold | Silver | Bronze | Total | Posição |
| ----- | ---------------- | ---- | ------ | ------ | ----- | ------- |
| 1951  | Buenos Aires     | 0    | 1      | 1      | 2     | 11º     |
| 1955  | Cidade do México | 2    | 5      | 11     | 18    | 6º      |
| 1959  | Chicago          | 1    | 7      | 7      | 15    | 10º     |
| 1963  | São Paulo        | 3    | 5      | 9      | 17    | 7º      |
| 1967  | Winnipeg         | 1    | 4      | 6      | 11    | 8º      |
| 1971  | Cáli             | 2    | 3      | 4      | 9     | 10º     |
| 1975  | Cidade do México | 0    | 1      | 11     | 12    | 13º     |
| 1979  | San Juan         | 1    | 4      | 4      | 9     | 9º      |
| 1983  | Caracas          | 12   | 26     | 35     | 73    | 5º      |
| 1987  | Indianápolis     | 3    | 11     | 12     | 26    | 7º      |
| 1991  | La Havana        | 4    | 14     | 20     | 38    | 8º      |
| 1995  | Mar do Prata     | 9    | 14     | 25     | 48    | 7º      |
| 1999  | Winnipeg         | 7    | 16     | 17     | 40    | 8º      |
| 2003  | Santo Domingo    | 16   | 21     | 27     | 64    | 6º      |
| 2007  | Rio de Janeiro   | 12   | 23     | 35     | 70    | 7º      |
| 2011  | Guadalajara      | 12   | 27     | 33     | 72    | 8º      |
| 2015  | Toronto          | 8    | 22     | 20     | 50    | 8º      |
| Total | Total            | 93   | 205    | 277    | 575   | 8º      |